# 庄司顕人
庄司 顕人（しょうじ けんと、1987年〈昭和62年〉2月4日 - ）は、日本の元プロバスケットボール選手。群馬県出身。現役時代のポジションはガード。役職はテクニカルアドバイザー。B3リーグ・東京ユナイテッドバスケットボールクラブ所属。

## 来歴
群馬県立沼田高等学校から東京成徳大学を経て、卒業後の2009年、富山グラウジーズに練習生として入団。2010年オフにプロ契約。2011年オフ、埼玉ブロンコスに移籍。